# شرورة
شرورة هي مدينة سعودية والمركز الإداري لمحافظة شرورة التابعة لمنطقة نجران، بالمملكة العربية السعودية.

## الموقع
شرورة مدينة صحراوية تقع في الجزء الجنوبي الشرقي من منطقة نجران تسمى (عروس الربع الخالي) وتقع في مفترق طرق تربط بين الجنوب والشمال وبين الغرب والشرق تقع حسب خطوط الطول والعرض (17.28 شمالا) و (47.06 شرقا).وتبعد عن مدينة نجران ما يقارب 360 كم.

## الجهات الحكومية
يوجد بشرورة خدمات حكومية وهي
محافظة شرورة - دائرة التحقيق والإدعاء العام - مجمع الدوائر الشرعية: وفيها المحكمة العامة بها ثلاث مكاتب قضائية وكتابة عدل رئاسية بها ثلاثة مكاتب عدلية (وسينتقل مجمع الدوائر الشرعية إلى مبناه النموذجي الجديد) -وحدة السجن العام - بلدية المحافظة - شرطة المحافظة - شعبة المرور - مكتب الأحوال المدنية - مكتب جوازات الأجانب - مركز سلاح الحدود -وحدة سجن -مركز أمن الطرق - مكتب لمديرية المياه - مكتب لوزارة المالية - مكتب لوزارة الزراعة - مكتب فرع بنك التسليف السعودي - مكتب العمل -مكتب للموارد البشرية - وقريبا صندوق التنمية العقاري إدارة التربية والتعليم بمحافظة شرورة.

## الأسواق التجارية
تقدم خدمات الاتصالات من خلال مكاتب شركة الاتصالات السعودية لخدمات الهاتف الثابت والجوال وشركات موبايلي وزين، كذلك تقدم شركة الكهرباء السعودية خدماتها من خلال محطات كهربائية ومكتب خدمات.
يوجد في شرورة فرع للغرفة التجارية الصناعية بنجران كما تتوفر بها العديد من الأسواق التجارية الحديثة مثل مجمع اسواق سارة للملابس الجاهزة وأدوات التجميل منها بودي شوب والعربية للعود ونكتار ودرعة - وعبد الصمد القرشي للعود والعنبر والعطور- ونعومي - والشايع للساعات العالمية وغيرها من الماركات المشهورة-وفتح الآن اسواق العثيم - وسنتر بونيت - سيتي ماكس - رد تاغ وقريبا (اكسترا - فروج - بيت الشواية - والعثيم موول)
كذلك يتواجد وكيل تجاري لسيارات تويوتا ومعرض وورشة خاصة بها مع مكتب شركة للتقسيط وسوق لحراج السيارات.
كما يتوفر أماكن ترفيهية حكومية وتجارية منها عامة والأخرى نسائية خاصة. وتوجد بها المطاعم التي تقدم الوجبات على الطريقة الشعبية السعودية.
كما تصل يومياً الخضار والفواكه الطازجة من مختلف مدن المملكة والتمور بكل أنواعها وكذلك يوجد محلات للحوم والأسماك والدواجن وسوق للمواشي الحية.
تتوفر بشرورة بنوك مصرفية تتمثل في مصرف الراجحي - البنك الأهلي - بنك الرياض-بنك العربي -وبنك البلاد- وقريبا مصرف الإنماء
بها أيضاً مكاتب السفر والسياحة. وكالات الاخدود-وكالة النادر-مكتب مجموعة الطيار شرورة-مكتب مجموعة الطيار مطار شرورة
ويوجد بها مكتب اللنقل الجماعي
كذلك يوجد العديد من مقاهي الإنترنت ومحلات بيع وصيانة أجهزة الحاسب الآلي.

## التعليم
تتوفر بها العديد من المدارس الابتدائية والمتوسطة والثانوية للبنين والبنات الغالبية منها في مبان حكومية، ومعهد علمي للبنين، وكلية العلوم والآداب جامعة نجران للبنين والبنات، والمعهد المهني للبنين.

## الشباب والرياضة
يوجد في شرورة نادي رياضي تحت مسمى نادي شرورة الرياضي وصالات رياضية خاصة.
يوجد ميدان الوديعة لسباقات الهجن حيث تشتهر المحافظة بهذه الرياضة، ومن النوادي:- نادي الغزال ونادي القلعة
(جميع ما ذكر ممتلكات خاصة تجارية)

## الصحة
يتوفر بشرورة مستشفى عام شامل 70% من التخصصات الطبية الأساسية وفي طور التحديث كما يتبعها مركز لطب الأسنان ومركز لغسيل الكلى وثلاث مراكز الرعاية الأولية ومستوصف خاص يعمل حالياً وآخر تحت الإنشاء وكثير من الصيدليات الخاصة.
كما يوجد بها مستشفى للقوات المسلحة مجهز وفق أحدث التخصصات الطبية ومركز حديث لطب الأسنان.

## المواصلات
ترتبط شرورة غرباً بطريق بري مزدوج شارف على الانتهاء يصلها بنجران (350 كيلومتر)و منه يتفرع طريق إلى محافظة الخرخير (501 كيلومتر من شرورة) وآخر إلى وادي الدواسر (535 كيلومتر من شرورة) وجنوباً طريق مزدوج آخر يصلها بمدينة الوديعة و (50 كيلومتر من شرورة) ومنها حتى المنفذ السعودي إلى الجمهورية اليمنية.
كما يتوفر بها مطار إقليمي متصل برحلات داخلية يومية إلى (الرياض وجدة).